# 維諾格拉德涅 (博爾赫拉德區)
45°48′21″N 28°59′49″E / 45.80583°N 28.99694°E

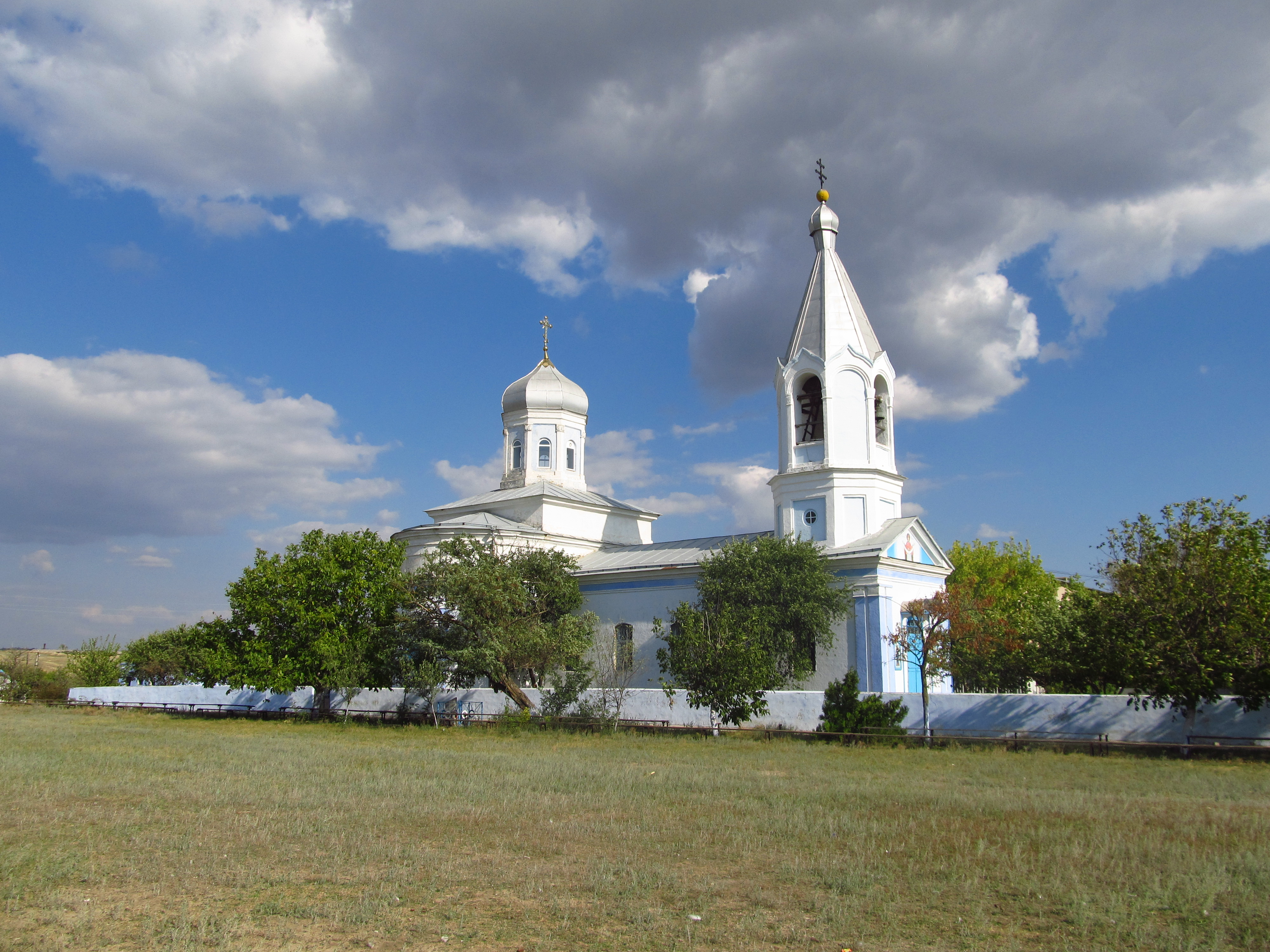

維諾赫拉德內（烏克蘭語：Виноградне）是位於烏克蘭西南部的村莊，由敖德萨州博爾赫拉德區的庫貝市鎮負責管轄。該村處於小卡特拉布格河畔，始建於1945年，面積2.7平方公里，海拔高度45米，2001年人口2,144。